# Andrea-Kathrin Loewig
Andrea-Kathrin Loewig est une actrice allemande, née le 22 septembre 1966 à Mersebourg.
Notamment spécialisée dans le doublage, elle a obtenu un prix Deutscher Preis für Synchron (de) en 2004 pour son doublage en allemand de Charlize Theron dans Monster. Elle a également participé au doublage allemand de séries télévisées comme Desperate Housewives, Buffy contre les vampires, Scrubs ou Détective Conan. Elle a aussi assuré la voix de la femelle manchot dans la version allemande de La Marche de l'empereur.